# 蓋茨 (北卡羅萊納州)
蓋茨（英語：Gates）是位於美國北卡羅萊納州蓋茨縣的非建制地區。

## 歷史
蓋茨的郵局自1903年營運至今。

## 地理
蓋茨所處的海拔為高於海平面21米（即69英呎），而該地所採用的時區為UTC-5，即北美东部时区（EST）。同時該地設有夏令時間，為UTC-5調快一小時，即UTC-4（EDT）。